# Bewässerung

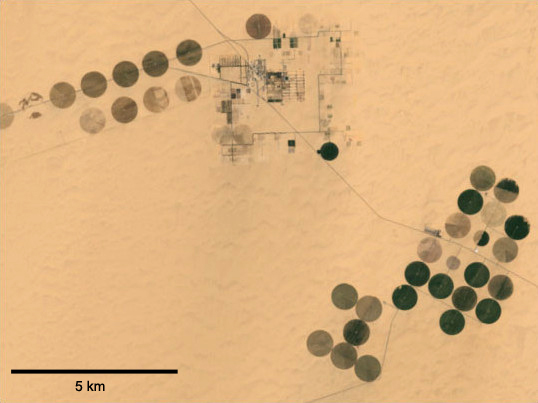
Sahara aus der Luft: Durch rotierende Pivot-Bewässerung mit Zentralpumpe entstehen kreisförmige Anbauflächen

Bewässerung (in kleinerem Maßstab auch Gießen genannt) ist die Versorgung des Kulturlandes mit Wasser, um das Wachstum von Pflanzen zu fördern und fehlenden Regen zu ersetzen. Dabei wird vor allem in ariden Regionen zwischen den Wendekreisen bewässert, um den Sonnenreichtum und die hohen Temperaturen auszunutzen. Aber auch in humiden Regionen wird für sehr wasserbedürftige Pflanzen – wie Reis – oder für die Überbrückung saisonaler Trockenphasen bewässert.
2023 wurde „Traditionelle Bewässerung: Wissen, Technik und Organisation“ für sieben europäische Staaten in die UNESCO-Liste des immateriellen Kulturerbes der Menschheit aufgenommen.
Für die Bodenbewirtschaftung unter Zuhilfenahme von Bewässerungsmethoden siehe Bewässerungsfeldwirtschaft.

## Bewässerungsverfahren

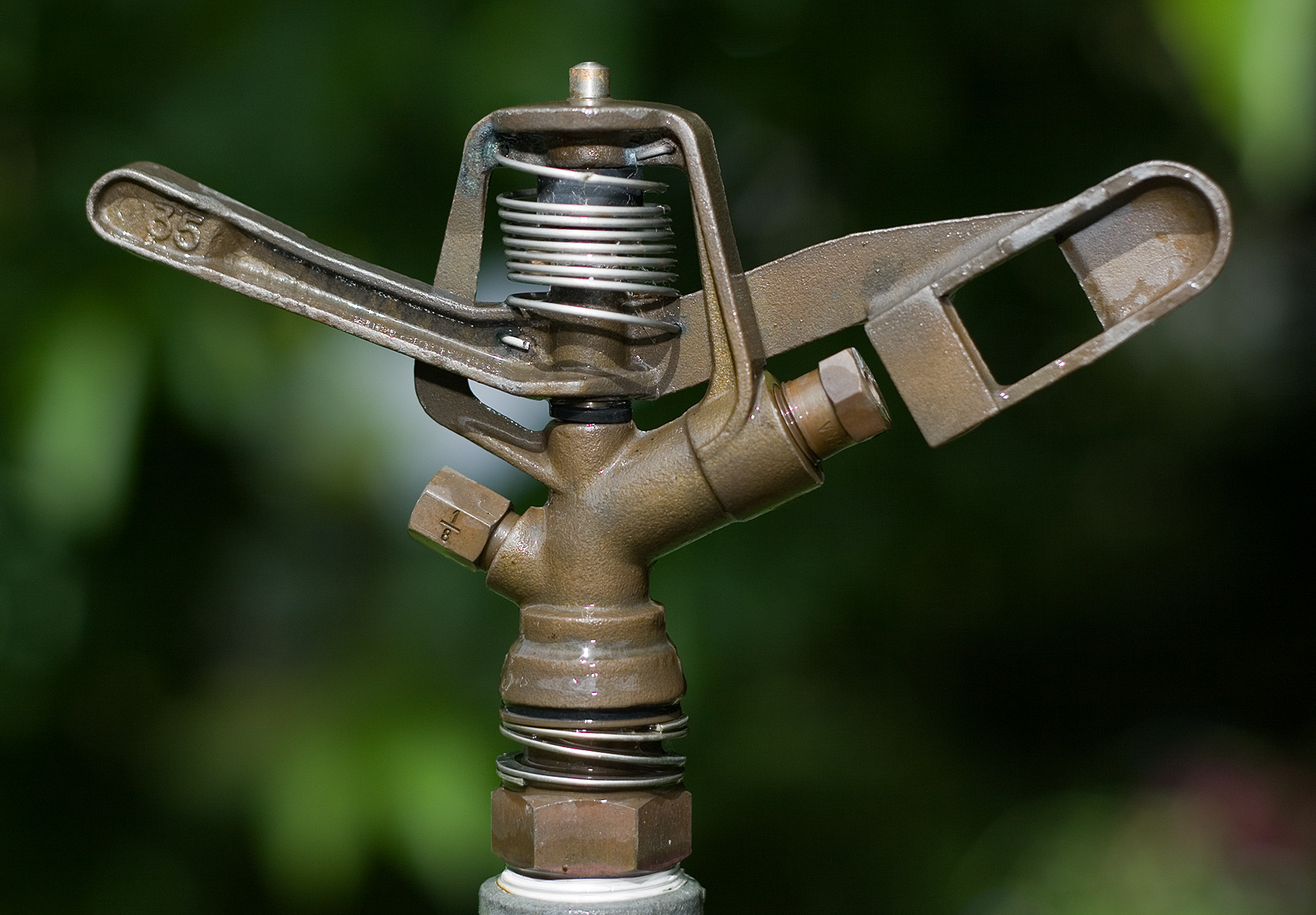
Sprinkler zur Bewässerung

Bei der Bewässerung werden teilweise uralte Techniken der Landwirtschaft verwendet. In vielen frühen Hochkulturen, wie in Ägypten, Mesopotamien, Indien, China, Ostafrika oder im vorkolumbischen Amerika, konnte durch intensive Anwendung von Bewässerungstechniken die landwirtschaftliche Produktion so deutlich gesteigert werden, dass auch eine merkliche Zunahme der Bevölkerung möglich war. Mitunter wird argumentiert, dass die erheblichen zu bewerkstelligenden Arbeiten zur Errichtung der Bewässerungssysteme einen wesentlichen Impuls zur Bildung organisierter gesellschaftlicher Strukturen bildeten.
Heute unterscheidet man im Allgemeinen zwischen drei Bewässerungsformen:
- 1) Die anfeuchtende Bewässerung ist als Ergänzung natürlicher Niederschläge gedacht und stellt den Pflanzen die für eine optimale Gedeihung bzw. Fruchtproduktion benötigte Wassermenge bedarfsgerecht zur Verfügung. Die anfeuchtende Bewässerung kann grob in zwei Unterkategorien gefasst werden:

a) Die Anfeuchtung durch „unkontrollierte“ Wasserzufuhr (auch Nassfeldbau), und
b) Anfeuchtung mit kontrollierter Wasserzufuhr, oft als künstliche Bewässerung bezeichnet.
Unter Bewässerung mit unkontrollierter Wasserzufuhr fällt beispielsweise die natürliche Überschwemmungsbewässerung, die Regenstaubewässerung oder die Nutzung natürlicher Feuchtgebiete. All diesen Bewässerungsmethoden ist gemein, dass sie sich natürliche Gegebenheiten zu Nutze machen und deswegen auch stark von natürlichen Entwicklungen, wie Temperatur- und Niederschlagsverteilung, abhängen. Anders als bei Verfahren mit kontrollierter Wasserzufuhr, die gerade nach einer weitestgehenden Unabhängigkeit von natürlichen Schwankungen streben.
- 2) Die düngende Bewässerung führt dem Boden mit dem Wasser auch Pflanzennährstoffe zu.
- 3) Durch die bodenreinigende Bewässerung (Entwässerung) werden lösliche, pflanzenschädliche Stoffe und durch vorhergegangene Bewässerungen angelagerte Salze aus dem Boden entfernt.

Das für die Bewässerung erforderliche Wasser wird meist natürlich vorkommenden Oberflächengewässern (Wasserläufen, Seen, Teichen) oder dem Grundwasser (Brunnen) entnommen. Daneben spielen auch angelegte Wasserspeicher (Stauseen, Becken, Wassertanks) bei der Wasserbereitstellung eine wichtige Rolle. In den Trockengebieten stehen vorwiegend zur Regenwassersammlung dienende Zisternen und Erdbecken im Vordergrund.
Die meisten heute angewandten Bewässerungsverfahren sind das Ergebnis jahrtausendelanger Praxis und technischer Entwicklung.

### Oberflächenbewässerung

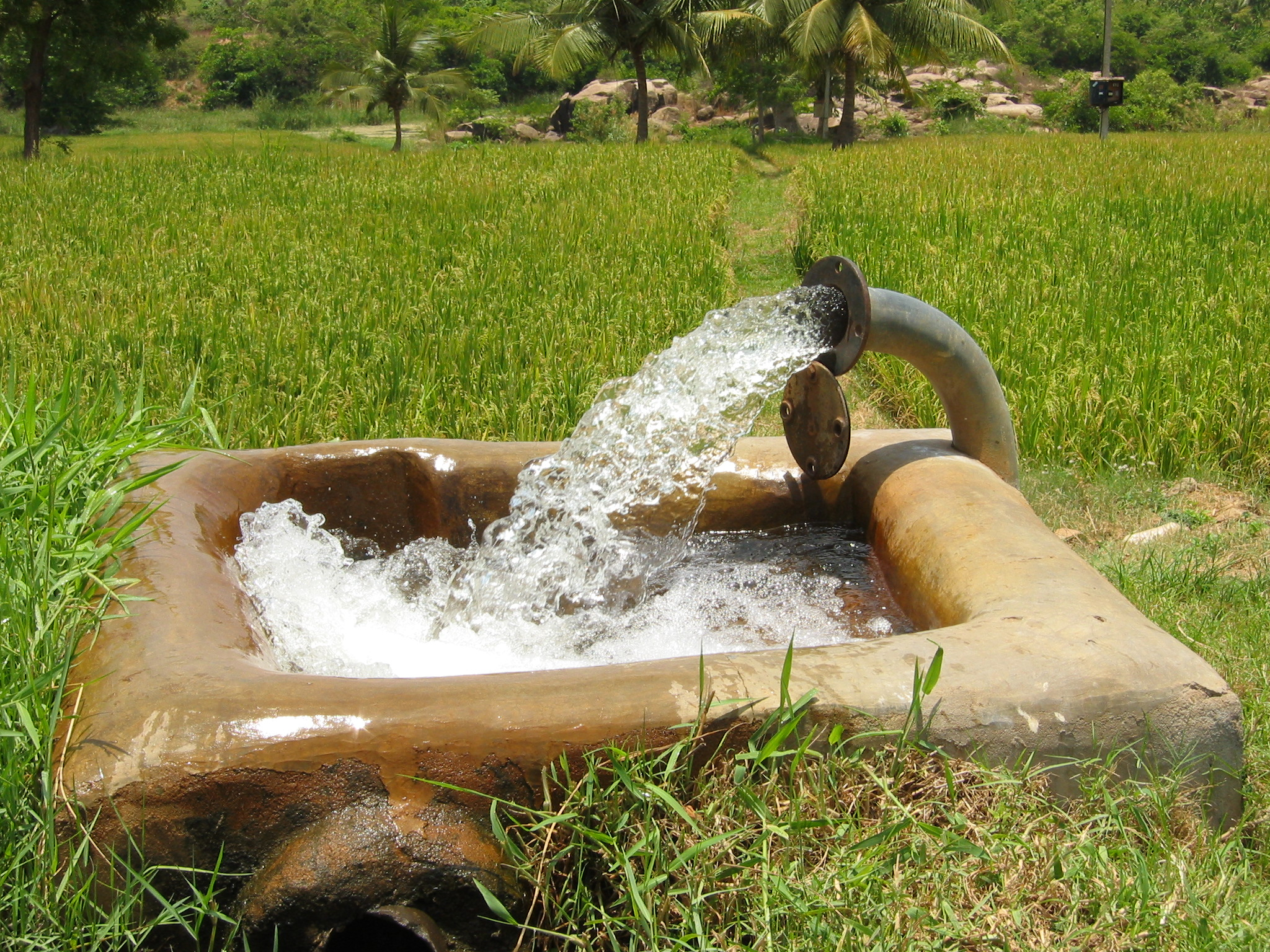
Bewässerung eines Reisfeldes in Indien: In trockenen Gebieten ist die künstliche Bewässerung unabdingbar für den Nahrungsmittelanbau

Viele Verfahren der Oberflächenbewässerung werden seit Jahrtausenden praktiziert. Die meisten von ihnen haben auch heute noch große Bedeutung, da sie kostengünstig und ohne aufwändige technische Anlagen zu betreiben sind.
Zur Oberflächenbewässerung zählen diverse Stau- und Rieselverfahren. Die folgenden Verfahren können an sehr verschiedenen Reliefgegebenheiten angewandt werden. Ein gemeinsames Problem aller Oberflächenbewässerungsmethoden sind die hohen Verdunstungs- und Versickerungsraten.

#### Stauverfahren
Bei Stauverfahren werden Ackerfurchen oder planierte bzw. umdämmte Flächen unter Wasser gesetzt. Stauverfahren gehören zu den weltweit am häufigsten angewandten Verfahren der Bewässerungswirtschaft.

##### Beckenstau
Beim Beckenstau werden 20 bis 40 cm hohen Beckendämme horizontal ausgelegt und können auf leichtes Gefälle abgestimmt werden. Durch Zuleitungs- und Entwässerungskanäle werden sie zu Blocks zusammengefasst, die nacheinander, beginnend mit dem höchstgelegenen Becken, bewässert werden. Von der einen Seite des Blocks wird die Anbaufläche mit Wasser versorgt, und an der anderen schmalen Seite der Becken wird das Wasser wieder entlang der Dämme abgeleitet.
Der Beckenstau eignet sich für Felder mit geringem Gefälle (< 0,1 %) und geringer bis mäßiger Wasserleitfähigkeit (<1 cm/h). Überschreitet das Gefälle 0,1 %, müssen Terrassen angelegt werden, um weiterhin Bewässerung mittels Becken praktizieren zu können. In Hanglagen mit einem Gefälle bis 2,5 % werden Bewässerungsbecken als Konturbecken (Terrassen) angelegt, wobei die Dämme den Höhenlinien folgen.

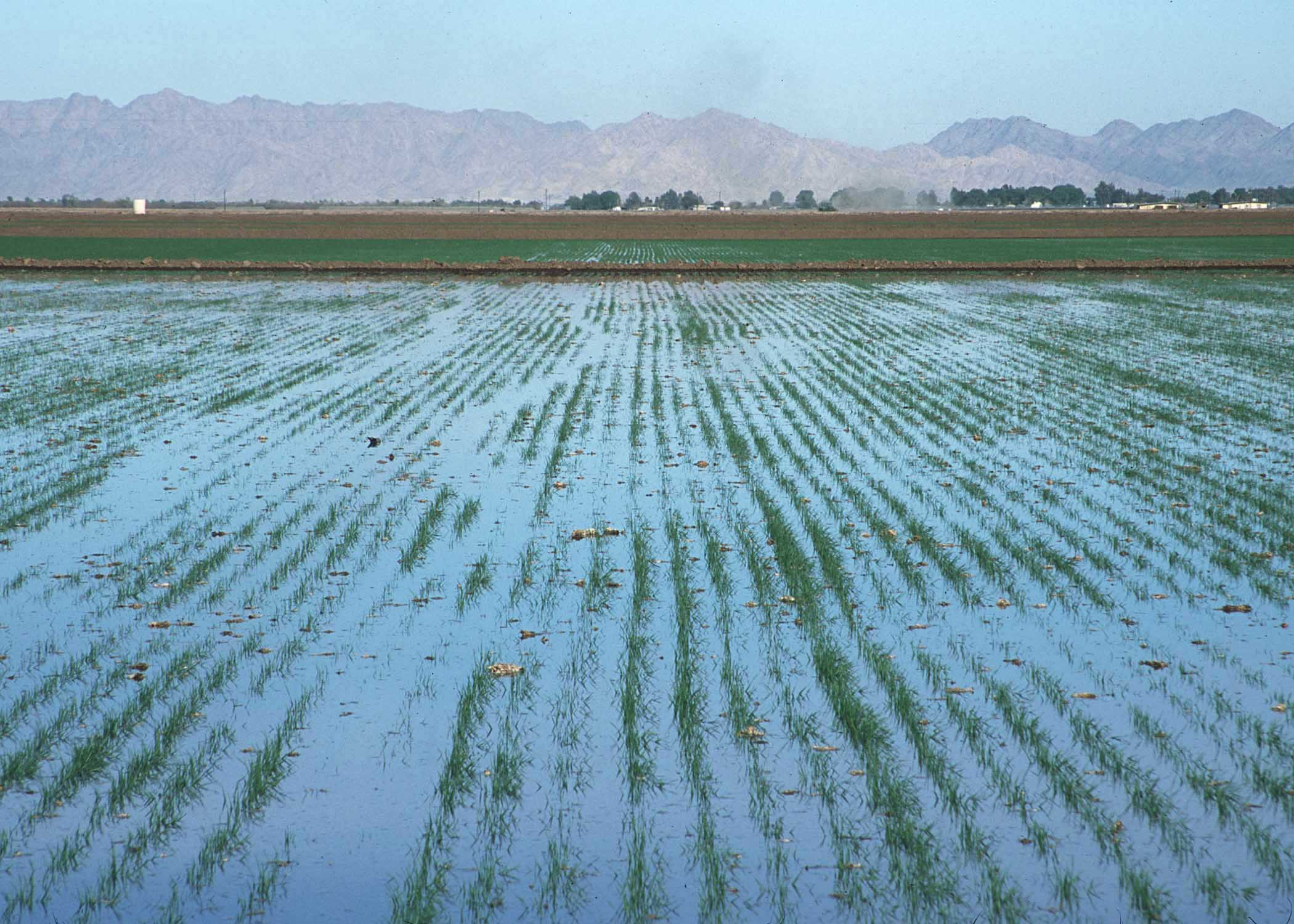
Flächenstauverfahren in einer Weizenkultur in Arizona

Überschreitet die gesättigte Wasserleitfähigkeit 1 cm/h, ist der Einsatz der Beckenbewässerung nicht sinnvoll, da hohe Versickerungsverluste entstehen. Das Hauptproblem der Beckenbewässerung machen nicht die Versickerungsraten, sondern hohe Verdunstungsverluste aus, da während der gesamten Vegetationsperiode eine offene Wasserfläche vorhanden ist. Somit liegt die Wassernutzungseffizienz bei der Beckenbewässerung sehr niedrig, bei etwa 40 bis 50 %. Die Becken selbst stellen eine Behinderung bei der Bearbeitung der Anbaufläche dar.
Getreidearten wie Reis, zahlreiche Gemüsesorten sowie sonstige Futterpflanzen werden in ariden Gebieten meist durch Beckenstau bewässert.

##### Flächenstau
Flächenüberstauung ähnelt der Beckenbewässerung, allerdings ist die bewässerte Fläche größer. Flächenüberstau zeichnet sich dadurch aus, dass Wasser während der Versickerung nicht mehr fließt, sondern großflächig ein umdämmtes, ebenes Gebiet von 1 bis 20 ha bedeckt. Die Stauhöhe beträgt etwa 15 bis 30 cm und setzt somit voraus, dass relativ viel Wasser gleichzeitig aufgebracht wird.

##### Furcheneinstau
Durch den Furcheneinstau wird nicht die gesamte Anbaufläche mit Wasser gefüllt, sondern einzelne Furchen zwischen den in Reihe gesetzten Pflanzen. Dies hat den Vorteil, dass die freie Wasseroberfläche kleiner wird und somit weniger Wasser verdunstet.
Furcheneinstau arbeitet mit 20 bis 30 cm tiefen Gräben, im Abstand von 0,6 bis 1 Meter, die mit 0,2 % bis 0,5 % Steigung angelegt werden. Ein Zulauf von Wasser füllt die Furchen schnell auf. Es erfolgt eine gleichmäßige ebene Wasserausbreitung. Das Wasser kommt zum Stillstand. Durch zusätzlich eingelassene Furchen kann das Wasser beinahe direkt die Wurzeln erreichen. Es wird weniger Wasser als bei anderen Stauverfahren benötigt.
Bei der Wahl des Furchenabstandes ist die Wasserleitfähigkeit des Bodens ein wichtiges Kriterium.
Das Verfahren findet hauptsächlich in ariden Gebieten für in Reihenkulturen angelegte Obst- und Gemüsesorten Anwendung.

#### Rieselverfahren
Beim Rieselverfahren fließt das Wasser durch Ackerfurchen und leicht geneigte Flächen.
Anders als bei den Stauverfahren werden bei der Berieselung Becken oder Furchen nicht dauerhaft überstaut. Vielmehr wird das Wasser entlang eines Gefälles über die Bewässerungsfläche laufen gelassen. Deshalb kommen für die Berieselung nur Flächen mit einem Gefälle von mehr als 0,1 % in Frage. Durch wiederholtes Überrieseln wird der Arbeitsaufwand zwar erhöht, jedoch werden die Verdunstungs- und Versickerungsverluste verringert, da das Wasser nicht dauerhaft auf der Fläche steht. Durch wiederholtes Berieseln kann eine annähernd genaue Wasserdosierung erfolgen.
Um Berieselungsverfahren effektiv anwenden zu können, muss die gesättigte Wasserleitfähigkeit des Bodens gering bis mäßig sein. Des Weiteren muss auf der Seite, auf der das Wasser zugeleitet wird, ein Streifen ohne Gefälle vorhanden sein, damit sich das Wasser erst auf die Breite des Feldes verteilen kann, ehe es entlang des Gefälles abfließt.

##### Streifenberieselung
Bei der Streifenberieselung, auch Hangberieselung oder wilde Überflutung genannt, wird das Wasser aus Bächen oder Flüssen, oft bei steigendem Hochwasser, abgeleitet und rieselt aus Zuleitungsgräben ungeregelt über den Boden.
Der bewässerte Landstreifen weist dabei, je nach Bodendurchlässigkeit, eine leichte Neigung auf und ist üblicherweise 10 bis 20 m breit und 150 bis 400 m lang. Die Bewässerungsfläche darf keine Mulden, Erhebungen, Querrinnen oder Längsfurchen aufweisen, damit eine regelmäßige Bewässerung gewährleistet werden kann.
Der Arbeits- und Betriebsaufwand bei der Methode fallen gering aus, jedoch wird das Wasser trotz Anstrengungen oft ungleichmäßig verteilt. Die Folgen sind Unter- bzw. Überbewässerung, Wasserverschwendung und Erosion. Das Verfahren wird zumeist in ariden Gebieten eingesetzt.

##### Furchenrieselung/Rillenrieselung
Nach der Beckenbewässerung ist Furchenrieselung das gebräuchlichste Oberflächenbewässerungsverfahren. Sie findet meist Verwendung bei Pflanzenkulturen, die in Reihen angebaut werden, wie z. B. Kartoffeln, Tomaten, Mais, Zuckerrohr und andere.
Die Furchen besitzen U- oder V-Form, sind 15 bis 20 cm breit und ca. 25 bis 30 cm tief. Bei vorwiegend weitstehenden Pflanzenreihen können sie auch flacher und bis zu einem Meter breit ausfallen. Das Gefälle kann zwischen 0,5 und 2 % betragen.
In den Furchen ist das Wasser in ständiger Bewegung. Es wird aus fest installierten Zuleitungs- und Verteilerleitungen in die Furchen zugeführt. Dabei ist sicherzustellen, dass die Furche schnell genug auf volle Länge gefüllt wird, um eine gleichandauernde Bodenanfeuchtung zu ermöglichen. Das eventuell verbliebene Restwasser endet in Entwässerungskanälen. Die Höhe der Wassermengen, Furchengefälle und Furchenlänge bestimmen die Gleichmäßigkeit der Verteilung.

### Beregnung

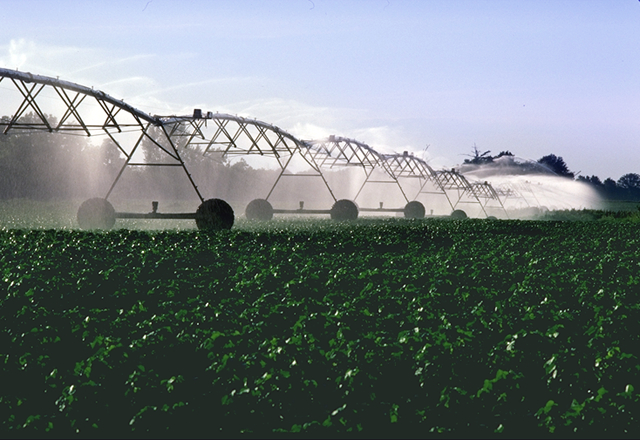
Beregnung von Baumwolle

Unter Beregnung sind die Verfahren zusammengefasst, bei denen eine Bewässerung mittels stationärer oder mobiler Sprühanlagen erfolgt. Die Beregnung wird hauptsächlich in humiden Klimabereichen betrieben.
Wasser wird über Rohre zu den Anlagen im Feld gepumpt. Je nach Bauart unterscheidet man: Beregnung mit ortsfesten, teilortsfesten und mobilen bzw. vollbeweglichen Komplettanlagen. Dabei lässt sich noch genauer zwischen Einzelberegnung, Kreisberegnung, Rollzugberegnung oder Rollender (selbstfahrender) Beregnung unterscheiden.
Die Beregnung stellt wenige Ansprüche an die Oberflächenbeschaffenheit der Anbaufläche. Dementsprechend lässt sich auch unebenes und hängiges Gelände beregnen, so dass unter Umständen aufwändige Planierungsarbeiten ebenso wie das Errichten von Gräben oder Dämmen entfallen.
Über die Anlagen kann auch Mehrzweckbewässerung durchgeführt werden. So werden Beregnungsanlagen zur Frostschutzberegnung und zum Aufbringen von Dünge- und Pflanzenschutzmitteln verwendet.
Die (Mehrzweck-)Bewässerung kann zum Großteil automatisiert werden. Kleinere Wasserzuläufe pro Fläche und genauere Dosierung führen zur geringen Versickerung und kontrollierten Anfeuchtungstiefe. Dadurch wird Versalzungsgefahr durch Überwässerung und kapillare Ansaugung vermindert.
Da bei der Beregnung das Wasser nicht direkt dem Boden zugeführt, sondern über den Bestand verregnet wird, ergibt sich durch hohe Verdunstungs- und Interzeptionsverluste eine relativ geringe Wassernutzungseffizienz von 65 bis 75 %. Weiters entsteht eine ungleichmäßige Wasserverteilung bei Wind und an den Rändern der Felder.
Neben den hohen Anlagekosten machen Ersatzteillager, großer Energiebedarf und hohe Betriebs-, Wartungs- und Erneuerungskosten große Investitionen notwendig. Ebenso wird ein gewisser Ausbildungsgrad des bedienenden Personals für die Wartung und Instandsetzung der Beregnungsanlagen vorausgesetzt.
Die Beregnungsverfahren wurden zunächst für ergänzende Bewässerung in humiden Klimabereich entwickelt. Heute werden in diesen Regionen 50 bis 90 % der Bewässerungsfläche beregnet.

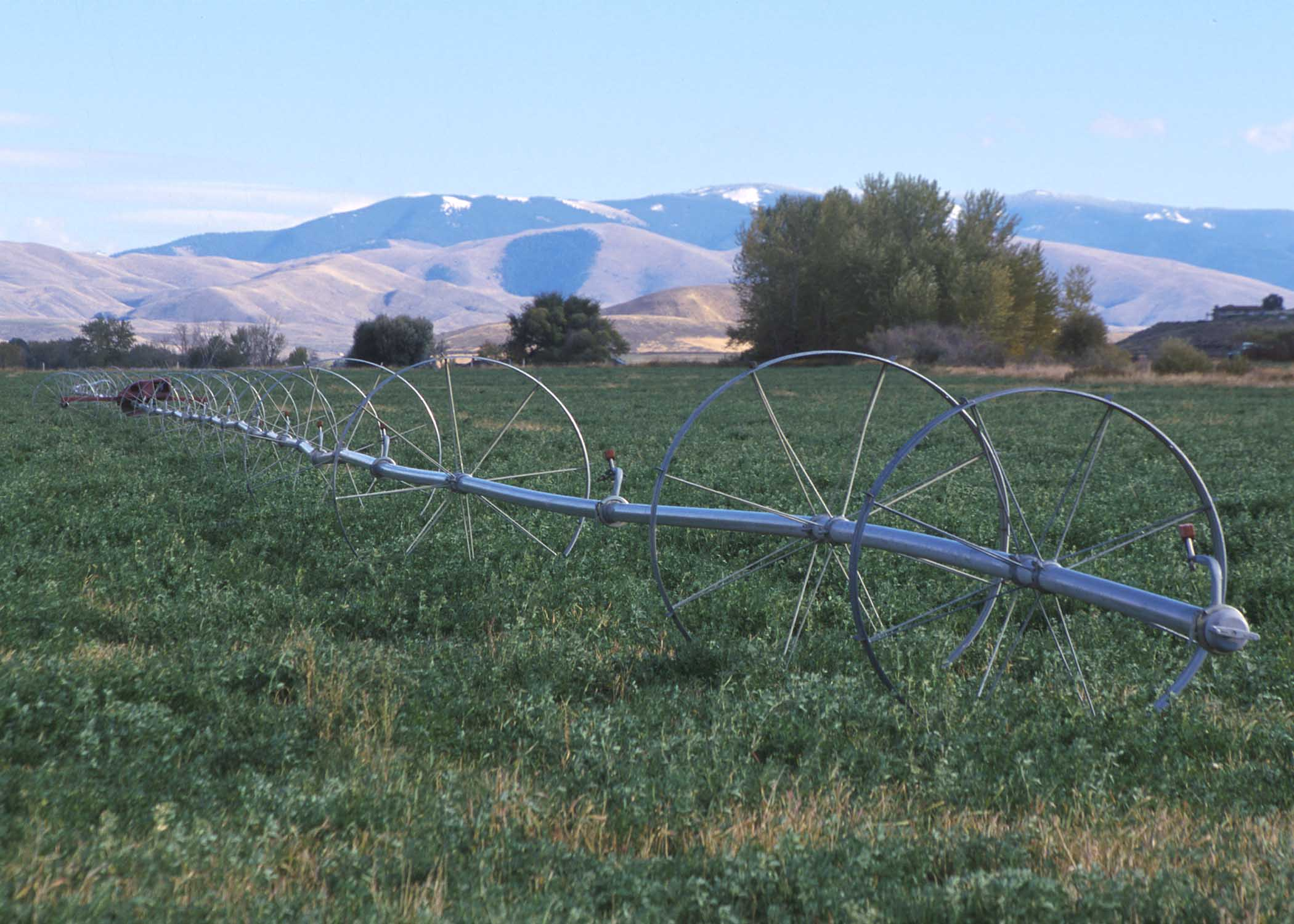
Übergang vom Stauverfahren zur Beregnung in der Weizenkultur von Arizona

Wegen der vielen Vorteile breitet sich das Verfahren zunehmend auch in semiariden Gebieten aus und befindet sich dort, nach der Becken- und Furchenbewässerung, an dritter Stelle.

#### Beregnung mittels ortsfester Anlagen
Bei den ortsfesten Anlagen sind sowohl das Pumpwerk als auch die Zufuhr- und Regnerleitungen fest installiert. Häufig sind die Zuleitungsrohre unterirdisch verlegt, das Verfahren eignet sich deshalb besonders für Dauerkulturen wie Obst, da ein Verlegen der Rohre mit hohem Aufwand verbunden ist. Im Südtiroler Vinschgau wird Waalwasser auch auf Wiesen und Weiden verregnet (siehe dazu auch Wiesenbewässerung, Bewässerungsgraben und Historische Wasserleitungssysteme).

#### Beregnung mittels teilortsfester Anlagen
Bei den teilortsfesten Anlagen sind Pumpwerk und Zufuhrleitungen fest installiert, die Regnerleitungen lassen sich aber flexibel im Bestand bewegen. Hierzu zählen auch Verfahren wie die Kreisberegnung oder Systeme, bei denen ein Regnerwagen an Seilen, oder ein Regnerschlitten am Wasserschlauch durch den Bestand gezogen wird.

#### Beregnung mittels vollbeweglicher Anlagen
Bei diesen Anlagen sind auch das Pumpwerk und die Zufuhrleitungen flexibel einsetzbar.

### Unterflurbewässerung
Das Unterflurbewässerungsverfahren findet bei ebenem bis mäßigem Relief Verwendung. Dabei werden die Pflanzen durch den kapillaren Aufstieg des Grundwassers bewässert. Eventuell wird hierfür eine Wasseranreicherung unterhalb der Bodenoberfläche notwendig. Dies kann durch Anhebung des Grundwasserspiegels oder mit Hilfe Unterflur verlegter Leitungen erfolgen, die entweder porös oder mit Schlitzen versehen sind.
Der Vorteil dieses Verfahrens ist, dass durch die unterirdische Bewässerung die Verdunstung des Wassers vermieden wird. Durch unterirdische Verteilersysteme geht kein Land verloren und der Arbeitsaufwand für die Bewässerung fällt vergleichsweise gering aus.
Da das Wasser nicht von oben versickert, sondern von unten aufsteigt, können zwar Verdunstungsverluste vermieden werden, jedoch nicht die Versalzung des Oberbodens. Salzanreicherungen im Boden machen oftmals eine Entwässerung nötig, da mit dem aufsteigenden Wasser Salze aus den tieferen Erdschichten gelöst und an die Oberfläche befördert werden.
Die Unterflurbewässerung ist für flach wurzelnde Pflanzenkulturen nicht geeignet. Hohe Errichtungskosten für die unterirdischen Leitungen stellen einen weiteren Nachteil dar.
Der Begriff Unterflurbewässerung wird alternativ auch zur Bezeichnung von Bewässerungssystemen mit unterirdisch verlegtem Rohrsystem verwendet, unabhängig davon, ob die Bewässerung oberhalb oder unterhalb der Bodenoberfläche stattfindet.

#### Unterflurbewässerung durch Anheben des Grundwasserspiegels
Über Gräben wird der Grundwasserspiegel künstlich angehoben und hoch gehalten, sodass Wasser aus dem Untergrund kapillar in den Wurzelraum aufsteigen kann.

#### Unterflurbewässerung durch Rohre
Die Installation eines Rohrsystems ermöglicht die Einspeisung von Nährstoffen und eine genauere Dosierung des Wassers als bei einer Grundwasseranhebung. Die Rohre müssen gut gegen Versandung geschützt sein und so tief liegen, dass die Bodenbearbeitung (z. B. Harken) nicht behindert wird. Außerdem sind die Wasserverluste durch Verdunstung geringer.

#### Ebbe-Flut-Bewässerung
Eine Sonderform der Unterflurbewässerung ist die Ebbe-Flut-Bewässerung in einer Pflanzenwanne. Dazu wird ein Substrat(ballen) in Intervallen geflutet und der Wasserspiegel wieder abgesenkt. Diese Art der Bewässerung wird vor allem in der Hydroponik und Hydrokultur eingesetzt. Siehe dazu Heber (Gerät)#Ebbe-Flut-System.

### Mikrobewässerung
Bei den Mikrobewässerungsverfahren wird nur ein kleiner Teil des Bodens bewässert. Im Gegensatz zu Regnern/Sprinklern wird nur eine sehr geringe Wassermenge ausgebracht.
Der Vorteil ist, dass man unebene Flächen gut damit bewässern kann.

#### Tröpfchenbewässerung
Tröpfchenbewässerung ist das sparsamste aller Bewässerungsverfahren, da hierfür nur geringe Wassermengen aufgebracht werden.
Das Wasser wird durch ober- oder unterirdisch verlegte Schlauch- bzw. Rohrleitungen und durch die an den Pflanzen installierten so genannten Tropfer direkt dem Wurzelbereich der Pflanze zugeführt. Es werden kontinuierlich geringe Wassermengen aus den Tropfern, exakt dem Bedarf der Pflanze entsprechend, abgegeben. Durch die zielgerichtete Befeuchtung des engen Bereiches um die Pflanze bzw. des Wurzelraumes kann kein Wasser im übrigen Boden versickern oder verdunsten.
Zusätzlich kann man Dünger und Pflanzenschutzmittel zum Wasser mischen. Die zielgerechte Bewässerung und Düngung kann des Weiteren automatisiert werden. Das wiederum führt zu geringerem Arbeitsbedarf und zur genaueren Kontrolle bei der Bewässerung. Ein großer Vorteil des Verfahrens sind die niedrigen Energie- und Betriebskosten.
Die Auswaschung von Bodenmineralien, Bodennährstoffen, Belastung des Bodens durch Pflanzenschutzmittel und die Versalzung werden stark reduziert. Durch die kontrollierte Wasser- und Düngerausschüttung wird die Förderung des Unkrautwachstums vermieden.
Der Bewässerungswirkungsgrad bei der Tröpfchenbewässerung ist sehr hoch und liegt bei etwa 80 bis 95 % aktiver Effizienz. Somit ist die Tropfbewässerung das Verfahren mit der höchsten Wassernutzungseffizienz und den geringsten schädlichen Nebeneffekten.
Was die Nachteile anbelangt, so wird an die Sauberkeit des verwendeten Wassers hohe Anforderungen gestellt, um Verstopfungen an den kleinen Tropföffnungen zu vermeiden.
Dies wird meist durch Filterreinigung möglich. Wegen des geringen Betriebsdrucks der Bewässerungsschläuche muss die Fläche möglichst horizontal sein. Hinzu kommen der Bedarf an geschultem Personal und hohe Anlagekosten, besonders bei Kulturen mit engem Reihenabstand.
Das Tröpfchenbewässerungsverfahren wurde besonders in Israel weiterentwickelt und sollte hauptsächlich für die Bewässerung in den ariden Gebieten dienen. Heute findet sie im zunehmenden Maße auch in gemäßigten Zonen Verbreitung. Aufgrund ihrer Nachteile wird die Tröpfchenbewässerung vornehmlich für profitable und mehrjährige Kulturen wie Weinstöcke, Oliven- oder Obstbäume sowie Hopfenpflanzen eingesetzt.

##### Oberirdische Tropfbewässerung

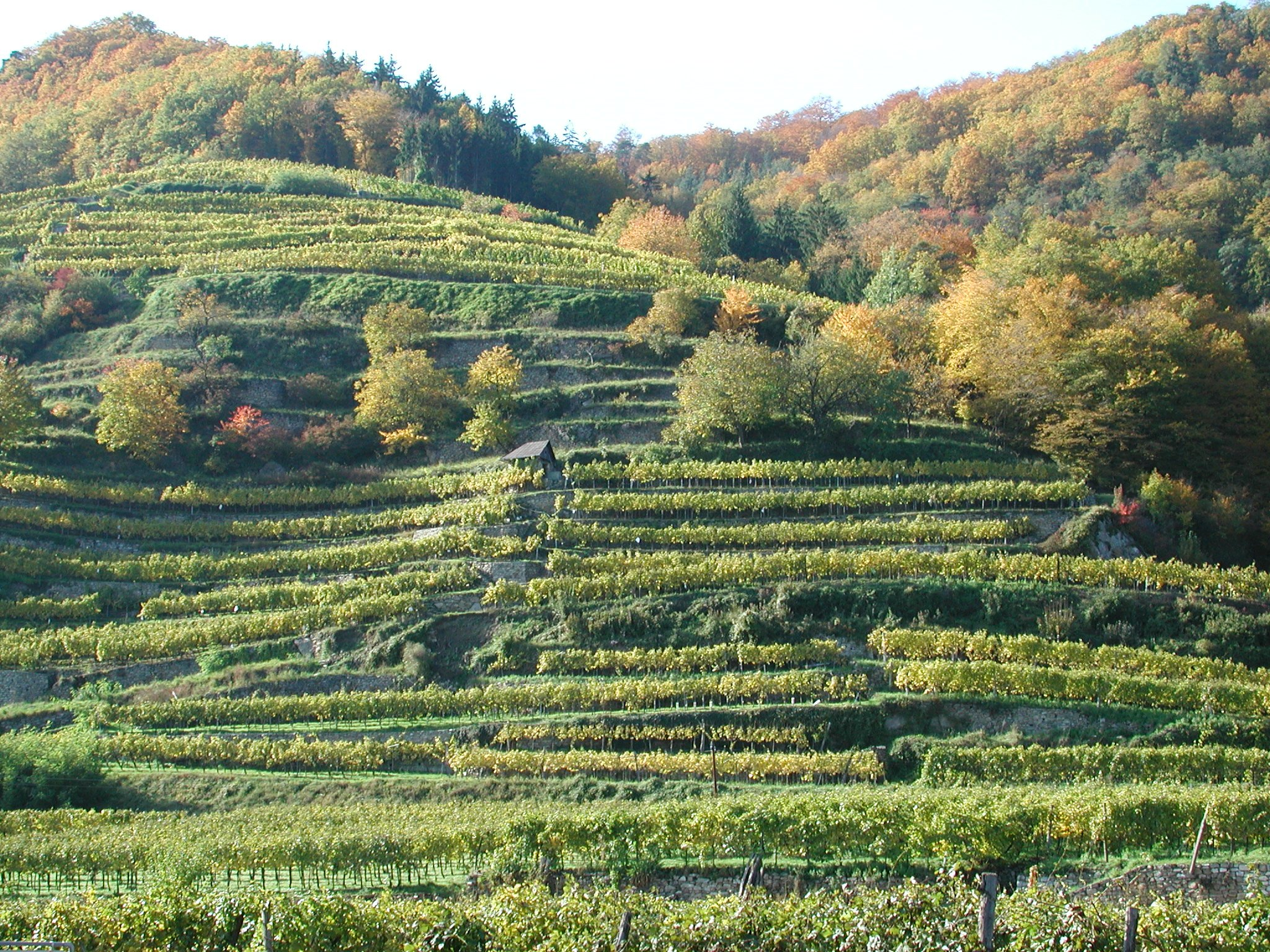
Mittels Tropferleitungen bewässerte Weingärten in der Wachau. Geringe Bodenmächtigkeit und Böden mit geringer Wasserspeicherkapazität führen bald zu Wasserstress und damit zu negativen Einfluss auf die Gesamtentwicklung der Reben

Die oberirdische Tropfbewässerungsanlage gliedert sich immer in drei Bereiche auf: Steuereinheit, Tropferleitung und Tropfer. Die Steuerung der Wassermenge erfolgt manuell oder automatisch über ein Tensiometer. Die Tropferleitungen liegen bei der oberirdischen Tropfbewässerung auf der Bodenoberfläche. Die Tropfer können sehr verschieden sein, häufig wird ein Langwegkanal oder aufsteckbare Tropfer verwendet.

##### Unterirdische Tropfbewässerung
Bei der unterirdischen Tropfbewässerung wird das Wasser direkt zum Wurzelbereich der Pflanze geführt. Die Tropferleitungen liegen nicht auf der Bodenoberfläche, sondern sind unterirdisch verlegt. Die Installation ist dadurch aufwändiger und die Leitungen können bei Bedarf nicht so flexibel verschoben werden. Es kommen hier spezielle, für die unterirdische Bewässerung geeignete Tropfrohre oder Vliesmatten zum Einsatz.

#### Kapillarbewässerung
Die Kapillarbewässerung ist eine ökologisch und ökonomisch sinnvolle Pflanzenbewässerung für Hobbygärtner, Gärtnereien und Verkaufsbetriebe für Topfpflanzen. Sie erfordert weder Druckwasser noch elektrischen Strom. Sie nutzt die Kapillare von bevorzugt Glasfaserdochten und/oder -matten sowie die Differenzfeuchte von Wasser, um aus tiefer angeordneten Wasservorkommen, Behältern, Rinnen oder Rohren Wasser anzusaugen und in den Wurzelbereich der Pflanzen zu bringen.
Die optimale Substratfeuchte lässt sich durch Anpassung von Dochtmenge und Docht-Saughöhe einstellen.

### Sonderverfahren der Bewässerung (Regenwasser, Tau)
Daneben existieren Sondermethoden wie die Bewässerung mit auf den zu bewässernden Pflanzen abgeschiedenem Tau (zu unterscheiden von der gesonderten Taugewinnung durch Nebelkondensation beispielsweise mit Nebelnetzen, kanarischen Kiefern, Mallee-Eukalyptus oder Wasser aus einem Tauteich).
Aufbauend auf traditionellen Anbauverfahren wurde in der Wüste Negev durch Michael Evenari die Sturzwasserbewässerung entwickelt. Hierbei wurden verschiedene Verfahren entwickelt, um Felder mit dem Ablaufwasser zu versorgen. Jedes davon ist besonderen Geländeformen, Klimabedingungen und Kulturpflanzen angepasst:
- Das Terrassensystem wurde schon im Altertum benutzt. Dabei errichtete man mehrere steinerne Terrassenmauern horizontal über ein Wadi. Wenn es regnet, füllt das Wasser ein Terrassenfeld bis zu einer vorgegebenen Höhe. Das überschüssige Wasser gelangt über einen Überlauf auf die darunterliegenden Felder. Die Felder haben eine Fläche zwischen 0,1 und 2 Hektar, während die das Ablaufwasser produzierende Wasserscheide 10- bis 100-mal größer ist.
- Das Limnische System fängt das ablaufende Wasser in einem etwa 0,5 Hektar großen Feld. Dieses wird in einer Schwemmebene, einer seichten Senke oder dem Wadi eines Nebenflusses angelegt und von mehreren Seiten ummauert. Obwohl die Wände manchmal aus Erde gebildet werden, sind sie wesentlich fester als die der »Micro-Catchments«.
- Micro-Catchments sind kleine Areale, die jeweils nur einen einzigen Baum oder wenige Feldfrüchte versorgen. An der tiefsten Stelle jeder Einheit wird eine größere Grube angelegt, die das Ablaufwasser für die Pflanze sammelt. Micro-Catchments messen weniger als 0,1 Hektar und werden in relativ flachem Gelände angelegt, auf dem das Wasser nicht in bestimmten Bahnen abläuft. Häufig werden sie in Serien angelegt.
- Das Hügel-Kanalsystem ist die Fortentwicklung des Terrassenbaus. Schmale, aus Erde und Steinen erbaute Kanäle leiten das von den Hügeln ablaufende Wasser auf die Felder. Auf diese Weise geht nur wenig Wasser durch Einsickern oder durch Ansammlung in den Senken der Wasserscheide verloren. Die Leitungskanäle verlaufen diagonal entlang der Hügel und sammeln manchmal auch das Wasser benachbarter Hügel auf, die andernfalls nicht zur Versorgung der Felder beitragen würden.
- Das Ableitungssystem dient dazu, Wasser aus einem großen Wadi auf die terrassierten Felder angrenzender Ebenen abzuleiten. Dazu wird ein Staudamm im Wadi angelegt, der das Wasser aufstaut und in einem Kanal ablenkt, der es wiederum auf die Felder weiterleitet. Obwohl die Größe der Felder durchaus jener anderer Terrassensysteme entspricht, sind die Auffangflächen erheblich größer. Dies erklärt den hohen Erosionsfluss, der es unmöglich macht, den Wadi selbst zu terrassieren.

Durch Hugo Boyko wurde in Israel die Bewässerung von Nutzpflanzen mit Salzwasser erforscht.

## Wahl und Grenzen der Bewässerungsverfahren
| Vergleich der Verfahren aus der technischen Perspektive | Vergleich der Verfahren aus der technischen Perspektive | Vergleich der Verfahren aus der technischen Perspektive | Vergleich der Verfahren aus der technischen Perspektive                 |
|                                                         | Oberflächen-Bewässerung                                 | Künstliche Beregnung                                    | Mikro-Bewässerung                                                       |
| ------------------------------------------------------- | ------------------------------------------------------- | ------------------------------------------------------- | ----------------------------------------------------------------------- |
| Installationskosten in USD (1996)                       | 400 – 700                                               | 600 – 1200                                              | 700 – 1500                                                              |
| Arbeitsaufwand                                          | hoch bis niedrig (je nach System)                       | mittel bis niedrig                                      | niedrig                                                                 |
| Wassereffizienz                                         | 40 % – 50 %                                             | 60 % – 70 %                                             | 80 % – 90 %                                                             |
| Geeignete Böden                                         | Fast ebenes Land, nicht zu sandig oder steinig          | Ebenes bis mittel ansteigendes Land, nicht zu lehmig    | Steiles bis flaches Land, jede Bodenstruktur wie steinige/kiesige Böden |

Ein kompliziertes Bewässerungssystem aus Staudämmen und Kanälen bildet traditionell das Rückgrat für die Wasserzuleitung und die Entwässerung. Durch die Wahl wassersparender Bewässerungstechnik wird der Aufwand für das Bewässerungssystem geringer.
Die Auswahl des passenden Bewässerungsverfahrens hängt von Faktoren wie Bodenbeschaffenheit, Wasserangebot, zu bewässerndem Pflanzenbestand (Wasserbedarf), der Topografie, den verfügbaren technischen Mitteln und dem Budget sowie den vorhandenen Arbeitskräften und deren technischen Fähigkeiten ab. Hierbei kommen zunehmend auch moderne Informations- und Regeltechniken sowie lernende Modelle (z. B. künstliche neuronale Netze) ins Spiel.
In ariden Gebieten gilt häufig noch die horizontale Einstauung von Fließgewässern als die Voraussetzung für eine dauerhafte Bewässerung. Einfachere Verfahren der Oberflächenbewässerung wie die Furchenbewässerung sind vor allem für in Reihen gepflanzte Kulturen geeignet. Dazu gehören Baumwolle, Kartoffeln, Tomaten und andere.
Bei einem ebenen Gelände kommen neben der Beckenbewässerung auch Unterflur- und Tropfbewässerung in Frage. Bei steilen Hängen muss entweder eine aufwändige Trassierung vorgenommen oder auf Methoden wie Beregnung und Berieselung zurückgegriffen werden. Diese Verfahren erfordern jedoch einen höheren Technikeinsatz und verursachen dementsprechende Kosten. Eine mäßige Hanglage begünstigt eher Landstreifenbewässerung.
Die Bodenart ist ein weiterer wichtiger Entscheidungsfaktor. Der Einsatz von Landstreifen- und Furchenstaubewässerungsverfahren ist bei leichten Sand- und Lehmböden aufgrund ihrer hohen Wasserdurchlässigkeit unwirtschaftlich. Auf solchen Böden erbringen Rieselverfahren gute Ergebnisse. Hat man nicht genügend Wasser zur Verfügung, so lassen sich Bewässerungen mit Stau- und Rieselverfahren schwer realisieren.
Differenzen zwischen den einzelnen Verfahren bestehen ebenfalls in Bezug auf Arbeitsaufwand und technischem Ausbildungsstand des bedienenden Personals. Oberflächenbewässerungsmethoden sind sehr handarbeitsintensiv. Es besteht kaum die Möglichkeit, die Anlagen zu mechanisieren, geschweige denn zu automatisieren. Deswegen brauchen die Angestellten auch keine besondere technische Ausbildung. Für die Bedienung und Wartung von Unterflur-, Tropfbewässerungs- und Beregnungsanlagen bedarf es hingegen umfangreicher technischer Kenntnisse und Fähigkeiten.
Oberflächenbewässerungsmethoden sind jedoch keineswegs grundsätzlich unrentabel. Mit moderner Handhabung und dem Einsatz von Neuentwicklungen können diese Methoden durchaus interessant sein, besonders im Hinblick auf die immer teurer werdenden Kraftstoffe zum Betrieb großer Anlagen.
| Vergleich der Verfahren aus der ökonomischen Perspektive | Vergleich der Verfahren aus der ökonomischen Perspektive | Vergleich der Verfahren aus der ökonomischen Perspektive           | Vergleich der Verfahren aus der ökonomischen Perspektive | Vergleich der Verfahren aus der ökonomischen Perspektive                    |
|                                                          | Oberflächen-Bewässerung                                  | Unterflur-Bewässerung                                              | Beregnung                                                | Tropf-Bewässerung                                                           |
| -------------------------------------------------------- | -------------------------------------------------------- | ------------------------------------------------------------------ | -------------------------------------------------------- | --------------------------------------------------------------------------- |
| Verdunstungs-Verluste                                    | hoch                                                     | gering                                                             | hoch                                                     | gering                                                                      |
| Versickerungs-Verluste                                   | mittel                                                   | hoch                                                               | gering                                                   | gering                                                                      |
| Wassernutzungs-Effizienz                                 | 40 % – 50 %                                              |                                                                    | 60 % – 70 %                                              | 80 % – 90 %                                                                 |
| Versalzungs-Gefahr                                       | gering                                                   | hoch                                                               | hoch                                                     | gering                                                                      |
| Verschlämmungs-Gefahr                                    | mittel                                                   | gering                                                             | hoch                                                     | mittel                                                                      |
| Methan-Ausgasung                                         | ja                                                       | nein                                                               | nein                                                     | nein                                                                        |
| Installationskosten                                      | gering                                                   | gering bis mittel                                                  | hoch                                                     | hoch                                                                        |
| Geeignete Böden                                          | schwere Böden, kein Gefälle                              | leitfähiger Oberboden auf undurchlässigem Untergrund, kein Gefälle | alle Böden, kein bis leichtes Gefälle                    | alle Böden, jedes Gefälle                                                   |
| Mögliche Kulturarten                                     | Stauwasser-tolerante Arten, z. B. Reis                   | Alle                                                               | Alle                                                     | hauptsächlich Dauerkulturen, z. B. Wein, Oliven, Obst aber auch Gemüseanbau |

## Anforderungen an das Bewässerungswasser und an die Entwässerung

Versalzung durch Bewässerung

Die Bewässerung muss dafür sorgen, dass genügend Frischwasser über die Bodenfläche geführt wird. Insbesondere in ariden Gebieten, in denen der Niederschlag niedriger als die Verdunstung ist, muss zur Vermeidung der Versalzung des Bodens über den Pflanzenbedarf hinaus bewässert und dieses Wasser wieder abgeführt werden (leaching). Bei wasserstauenden und zur Vernässung neigenden Böden ist daher unter Umständen zur Vermeidung von Vernässungen eine Drainage des Bodens erforderlich, bei der über unterirdische Rohrsysteme das Wasser wieder abfließt. Das Ausmaß der dazu notwendigen überschüssigen Bewässerung hängt vom Salzgehalt des Wassers und von der zu bewässernden Pflanzenart ab. Dabei ist insbesondere der Na+-Gehalt von Bedeutung, das neben der negativen Auswirkung auf die Pflanzen zu einer Schädigung des Korngefüges des Bodens führt.
Die Qualität des Bewässerungswassers muss einerseits den Anforderungen der zu bewässernden Pflanzen und andererseits hygienischen Mindeststandards entsprechen. Internationale Richtlinien dazu wurden von der FAO der UNO in Rom herausgebracht.
Als Bewässerungswasser kann Wasser aus Flüssen, Seen und Grundwasser genutzt werden. Mitunter wird auch aufbereitetes Abwasser oder gespeichertes Regenwasser eingesetzt.
Eine Meerwasserentsalzung zu Bewässerungszwecken gilt vielfach als unrentabel. Dennoch wird der größte Teil des entsalzten Wassers aus Meeren oder küstennahen Aquiferen zur Bewässerung in der Landwirtschaft verwendet. Insbesondere in den USA werden große Mengen Wasser für die Bewässerung entsalzt. In einzelnen Gebieten Europas, insbesondere in Andalusien, wird entsalztes Meerwasser zum Gemüseanbau verwendet. In Einzelfällen, so bei Tomaten, kann Forschungen zufolge eine Bewässerung mit Wasser, das zu einem geringen Anteil mit Meerwasser vermischt ist, von Vorteil sein. Allerdings ist auch hier darauf zu achten, Böden nicht zu stark zu versalzen.
Zur Wasserbereitstellung und zum Ausgleich zwischen trockenen und feuchten Jahreszeiten wird in trockenen Gebieten das Wasser mitunter in Staubecken (Staudamm) gehalten, ehe es, über zum Teil weite Strecken, verteilt wird. Dies geschieht durch Bewässerungssysteme wie Gräben bis hin zu Beregnungsanlagen und Rieselsystemen.
Auch in vielen Teilen Europas ist das Ausmaß des zur Verfügung stehenden Wassers ein begrenzender Faktor der Entwicklung der Landwirtschaft. Dies kann mitunter zu Konflikten zwischen Ländern und Regionen führen.

## Landwirtschaftliche Anforderungen und resultierende Probleme
Die landwirtschaftlichen Anforderungen des Bewässerungsfeldbaus und die aus ihm resultierenden Probleme werden im Artikel Bewässerungsfeldwirtschaft behandelt.